# Luis Queirolo Repetto

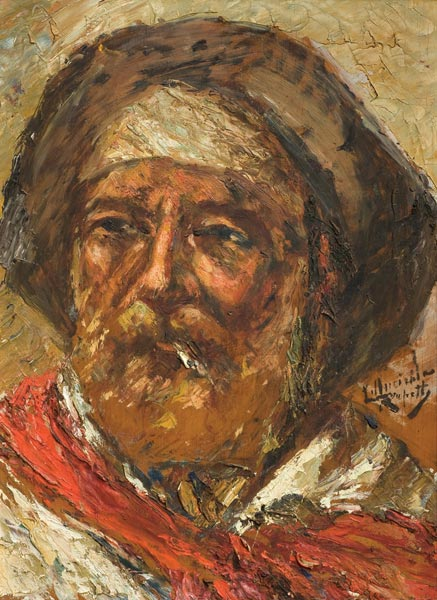
Gaucho, obra de Repetto.

Luis Queirolo Repetto (1862-1959) foi um pintor uruguaio.